# Fortín Acha
Fortín Acha es una localidad del partido de Leandro N. Alem, provincia de Buenos Aires, Argentina.

## Población
Cuenta con 103 habitantes (Indec, 2010), lo que representa un incremento del 10% frente a los 93 habitantes (Indec, 2001) del censo anterior.
| Gráfica de evolución demográfica de Fortín Acha entre 1991 y 2010 |
|                                                                   |
| Fuente: Censos nacionales del INDEC                               |